# Fort Thunder
Fort Thunder était un entrepôt d'une usine de textile antérieure à la Guerre civile américaine située dans le district Olneyville de Providence (Rhode Island). Le lieu a été utilisé de 1995 à 2001 comme local pour des groupes de musique et des spectacles undergound. L'espace était connu pour les posters colorés promouvant ses spectacles placardés sur les murs des alentours de Providence. À plusieurs occasions ils ont abrité des shows de lutte costumée ou des spectacles d'Halloween. Plusieurs artistes y ont vécu et travaillé; ce groupe d'artistes est quelquefois désigné sous le nom de "Fort Thunder".
En 2001, l'immeuble a été détruit par Feldco developers pour dégager le chemin vers le parking d'un magasin de l'enseigne Shaw's Supermarkets.

## Groupes et artistes
- Matt Brinkman
- Brian Chippendale
- Jim Drain
- Peter Edwards
- Andy Estep
- Forcefield
- Leif Goldberg
- Brian Gibson
- Lightning Bolt
- Raphael Lyon
- Paul Lyons
- Mindflayer
- Ninja vs. Wrestler
- mudboy
- Brian Ralph

- Erin Rosenthal
- Roby Newton
- Mike Townsend
- Rob Cogeshall
- Liz Luisada

## Source
- (en) Cet article est partiellement ou en totalité issu de l’article de Wikipédia en anglais intitulé « Fort Thunder » (voir la liste des auteurs).